# Lingue dell'Eritrea
Le principali lingue parlate in Eritrea sono il tigrino, il tigre, il kunama, il bilen, il nara, il saho, l'afar e il beja.
Il tigrino è la lingua più parlata nel paese con 2.540.000 madrelingua totali su una popolazione di 5.254.000 nel 2006. I restanti residenti parlano principalmente altre lingue della famiglia afroasiatica, le lingue nilo-sahariane o le lingue indoeuropee.

## Dati demografici etnolinguistici
Secondo i linguisti, le prime popolazioni di lingua afroasiatica arrivarono nella regione durante il periodo neolitico dall'urheimat ("patria originaria") dalla famiglia nella Valle del Nilo, o nel Vicino Oriente Altri studiosi propongono che la famiglia afroasiatica si sia sviluppata in situ nel Corno, con i suoi oratori che successivamente si espansero da lì.
La popolazione dell'Eritrea comprende nove gruppi etnici, la maggior parte dei quali parla lingue dei rami semitici e cuscitici della famiglia afroasiatica.
Le stime del numero di oratori fornite di seguito provengono dall'Ethnologue, se non diversamente specificato.

### Lingue afro-asiatiche
Le lingue parlate in Eritrea sono tigrino, tigrè e dahlik (quest'ultimo precedentemente considerato un dialetto del tigrè). Insieme, sono parlati da circa il 70% dei residenti locali:
- Il tigrino, parlato come prima lingua dal popolo tigrino. Nel 2006 c'erano circa 2,54 milioni di oratori.
- Il tigre, parlato dal popolo tigre. Nel 2006 c'erano circa 1,05 milioni di oratori.
- Il dahlik, parlato nell'arcipelago di Dahlak. Considerato in vario modo come un dialetto divergente del tigrè o una lingua separata, è stato recentemente assegnato un proprio codice ISO 639-3. Nel 2012, c'erano circa 2.500 oratori.

Nel paese si parlano anche altre lingue afroasiatiche appartenenti al ramo cuscitico. Sono parlati da circa il 10% dei residenti e comprendono:
- Il beja (Bedawiyet), parlato dagli hedareb. A volte è classificato come un ramo indipendente della famiglia afro-asiatica. Nel 2006 vi erano 158.000 oratori in Eritrea.
- Il saho, parlato dal popolo saho. A volte è raggruppato con Afar come Saho-Afar. Nel 2006, vi erano circa 789.000 oratori in Eritrea.
- L'afar, parlato dal popolo afar, prevalentemente in Etiopia e Gibuti. Nel 2006 vi erano meno di 100.000 oratori in Eritrea.
- Il blin o Belin, parlato dal popolo nilen nella regione di Anseba e nell'area della città di Keren. Nel 2006 vi erano circa 91.000 oratori.
- L'amarico

### Lingue nilo-sahariane
Le lingue appartenenti alla famiglia linguistica nilo-sahariana sono parlate come lingua madre dalle minoranze etniche nilotiche kunama e nara che vivono nella parte nord e nord-occidentale del paese. Circa 187.000 persone parlano la lingua kunama, mentre circa 81.400 persone parlano la lingua nara. A partire dal 2006, ciò corrisponde rispettivamente a circa il 3,5% e l'1,5% del totale dei residenti.

### Lingue straniere
L'arabo si trova principalmente sotto forma di arabo moderno standard come lingua educativa insegnata nelle scuole primarie e secondarie, ma vi sono madrelingua di varianti dialettali dell'arabo che sono:
- L'arabo sudanese, parlato anche da arabi sudanesi. Ha circa 100.000 oratori.
- L'arabo hijazi, parlato dai rashaida. Nel 2006 vi erano circa 24.000 oratori.

L'italiano è stato introdotto nel XIX secolo dalle autorità coloniali dell'Eritrea italiana, ma è a volte usato oggi nel commercio. Serve come lingua madre dei pochissimi eritrei italiani. L'inglese è stato introdotto negli anni '40 sotto l'amministrazione militare britannica dell'Eritrea italiana ed è usato come lingua di lavoro de facto.

## Status ufficiale
La Costituzione dell'Eritrea del 1997 non definisce alcuna lingua ufficiale. Afferma che "l'uguaglianza di tutte le lingue eritree è garantita" senza fornire un elenco definitivo delle lingue in questione. Il Cia Factbook cita il tigrino, l'arabo e l'inglese come lingue ufficiali, insieme alle lingue etniche eritree come il tigrè, afar e altre lingue cuscitiche, nonché il nilo-sahariano kunama.L'Ethnologue elenca il tigrino come lingua de facto dell'identità nazionale, l'arabo come lingua nazionale de facto e l'inglese come lingua di lavoro de facto. L'ambasciata eritrea in Svezia afferma: "Le principali lingue di lavoro sono il tigrino e l'arabo. L'inglese è il mezzo di insegnamento dalla scuola media in su".

## Scrittura e alfabetizzazione
Secondo il Ministero dell'Informazione dell'Eritrea, si stima che l'80% della popolazione del paese sia alfabetizzata.
In termini di sistemi di scrittura, l'ortografia principale dell'Eritrea è il Ge'ez, di caratteri latini e caratteri arabi. Il ge'ez è impiegato come alfasillabario per le due lingue più parlate nel paese: tigrino e tigrè. È entrato in uso per la prima volta nel VI e V secolo a.C. come abjad per trascrivere la lingua semitica ge'ez. Il ge'ez è la lingua liturgica della chiesa ortodossa eritrea tewahedo e delle chiese ortodosse etiopi Tewahedo. La scrittura latina è usata per scrivere la maggior parte delle altre lingue del paese escluso l'arabo. La scrittura araba è stata usata in passato anche per scrivere l'afar, il beja, il saho e il tigre. In ogni caso, il tigre è per lo più scritto oggi in caratteri ge'ez mentre l'alfabeto latino viene utilizzato per scrivere le altre lingue. Ad esempio, Qafar Feera, una scrittura latina modificata, funge da ortografia per la trascrizione dell'afar.